# Scoturopsis
Scoturopsis är ett släkte av fjärilar. Scoturopsis ingår i familjen tandspinnare.
Kladogram enligt Catalogue of Life:
| Scoturopsis | \| \| Scoturopsis basilinea \| \| \| \| \| \| Scoturopsis seitzi \| \| \| \| |
|             | \| \| Scoturopsis basilinea \| \| \| \| \| \| Scoturopsis seitzi \| \| \| \| |
|             | Scoturopsis basilinea                                                        |
|             |                                                                              |
|             | Scoturopsis seitzi                                                           |
|             |                                                                              |